# Hans Ditlev Bendixsen
Hans Ditlev Bendixsen (14. oktober 1842 i Thisted – 12. februar 1902 i Californien) var en dansk skibsbygger, der 1869 – 1902 drev et skibsværft i Fairhaven ved Eureka i det nordlige Californien. Bendixsen er begravet i Thisted.

## Liv
Hans Ditlev Bendixsens far var tobaksfabrikant og konsul i Thisted men sønnen brød med familietraditionen og blev uddannet som skibsbygger i Aalborg og arbejdede siden som sådan i København, inden han emigrerede til Californien. Efter nogle års arbejde i San Francisco blev han medejer af et værft i Fairhaven ca. 400 km. nord for San Francisco. Senere blev han selvstændig, indtil en økonomisk krise i 1877 tvang ham til at sælge virksomheden; han fortsatte dog på værftet, som han efter nogle år blev i stand til at købe tilbage.
I Bendixsens tid byggede hans værft 115 fartøjer, heraf 50 tre- eller firemastede skonnerter, de fleste beregnet til fragt af tømmer fra skovene i Californien og Oregon.

## Død
Efter Bendixsens pludselige død i 1902 bragte enken, Emma Bendixsen, hans kiste til Danmark, hvor han blev begravet på Søndre Kirkegård i fødebyen Thisted.